# Murina ryukyuana
Murina ryukyuana é uma espécie de morcego da família Vespertilionidae. Endêmica do Japão, onde pode ser encontrada nas ilhas de Okinawa, Tokuno e Amami.